# Soundstream
SOUNDSTREAM — український англомовний музичний гурт, що виконує електронну музику, переважно у стилі Dancecore/Hands Up. Заснований в Києві у 2008 році Денисом Тімішем та Олександром Булановим.
Найвідомішими композиціями гурту Soundstream є «Feels Like Heaven», «See Me Now», «Could I Feel This Way Forever», «Story Of My Life», «One More Time», «Music Takes Control», «We Got The Sound», «Reach A Star», «Summer Nights» та ін.
Soundstream — це тріо, до складу якого входять Анна Пазюра (вокаліст), Сергій Подольський (вокаліст/репер) та Денис Тіміш (клавішник/аранжувальник). Склад гурту неодноразово зазнавав змін, наразі Денис Тіміш — єдиний, хто залишився з оригінального складу.

## Історія

### Як все починалось
Історія гурту Soundstream бере свій початок в 2008 році, коли Денис Тіміш (DJ FatCat) та Олександр Буланов (Bulya), які на той час були студентами 3 курсу Київського Політехнічного Інституту, вирішили створити музичний гурт. Про це вони думали ще в кінці 2007-го, однак свою першу пісню під назвою «Feels Like Heaven» вони записали 17 вересня 2008 і саме цей день офіційно вважається датою заснування гурту. Пісня «Feels Like Heaven» зайняла 56 місце з 18000 в Dance-чарті музичної Інтернет-спільноти Soundclick.com. Наступною роботою гурту була інструментальна композиція «Rainy Day», яка була записана в середині листопада. Через деякий час після запису цієї композиції з гуртом починає співпрацювати Андрій Сіненко (також відомий як GungE), який допомагав з ідеями.
У кінці листопада світ побачила пісня Save You, — перша пісня гурту, в якій використовувався вокал Kate Lesing. А наприкінці року Soundstream записує нову пісню під назвою «See Me Now», яка мала успіх не лише в Україні, а й за кордоном, зокрема в Росії та Сінгапурі (згідно статистики PromoDJ).
На початку квітня 2009 року з'являється дебютний альбом Soundstream під назвою «Number One», в який увійшли усі композиції гурту, записані в період з 2008-го по квітень 2009 року. Через недовгий час почалася активна робота над новим матеріалом. Однак в Андрія Сіненко були певні незгоди з гуртом. Ще в кінці 2008-го вони почали сперечатися стосовно багатьох речей. У зв'язку з цим гурт вирішив остаточно припинити співпрацю з Андрієм (хоча фактично вони перестали співпрацювати з ним ще на початку року). Отже робота над наступним альбомом велася вже повністю без його допомоги.
Новий альбом «Partytime» з'явився в кінці травня і включав в себе 12 нових пісень, серед яких «Could I Feel This Way Forever», «Do You Feel My Love», «Everlasting» та ін. А через деякий час з'являються й нові пісні — «Yesterday Becomes Tomorrow» та «Planet Beats & Bass», які істотно відрізнялися від попередніх робіт гурту Soundstream.
У середині червня в зв'язку з тим, що Bulya поїхав на 2 місяці в США, гуртові довелося тимчасово призупинити діяльність. Але гурт не змусив довго чекати на себе. Вже у вересні Soundstream нагадує про себе збірником реміксів «Remixes Collection», в який увійшло 12 реміксів на пісні з попередніх альбомів. Паралельно з цим також тривала робота над новими композиціями, — Soundstream готував третій альбом, вихід якого передвіщали пісні «Yesterday Becomes Tomorrow» та «Planet Beats & Bass». Однак, ще коли з'явилися ці пісні, стало зрозуміло, що хлопці починають відходити від свого стилю. І їхній новий альбом «Midnight Hour», представлений 1 жовтня, це підтвердив. Звучання цього альбому було дуже несхожим на попередні альбоми Soundstream. Тепер їхня музика за стилем стала нагадувати Scooter періоду 2002-2006, за винятком пісні «One By One», яка виконана в характерному для гурту стилі Dancecore/Hands Up. Але, не дивлячись на зміну стилю, альбом мав немалий успіх. Композиції «Planet Beats & Bass» та Better Way (New Version) навіть попали в ротацію PROMORADIO. Успіх також мали пісні «Feel The Rhythm», «One By One» і, звичайно ж, «Yesterday Becomes Tomorrow» (не дивлячись на те, що вона опинилася лише на 93-й позиції Dance-чарту Soundclick.com).
Натхненні успіхом альбому, учасники гурту через недовгий час почали записувати нові композиції. При цьому, не дивлячись на те, що в цілому зміна стилю була позитивно сприйнята слухачами, гурт все ж таки вирішив повернутися до свого класичного звучання.

### Поповнення складу
У середині жовтня Soundstream поповнює склад: до гурту приєднується вокалістка Дар'я Безкоровайна. Почалася робота над першою спільною піснею. Але в зв'язку з тим, що почалася епідемія грипу, довелося відкласти усі справи до листопада. Однак ні в листопаді, ні в грудні робота над композицією так і не була завершена. Зайнятість навчанням після карантину не дозволяла учасникам гурту здійснити заплановане.
В лютому 2010 року Soundstream попадає в ефір танцювального радіошоу COREHEAD на 109fm.net з композицією «Save You (New Bass Club Mix)». А на початку березня «Don't Wanna Stop 2010 (Hard Club Mix)» попадає в мікс івано-франківського ді-джея King Alex (Albatros Music Company), автора серії міксів «trackANDmix», «Dancestream» та ін. Дещо пізніше в цьому ж місяці SOUNDSTREAM записує першу спільну пісню з Дар'єю Безкоровайною, яка має назву «Story Of My Life». Але, на жаль, ця пісня також стала останньою з її участю, оскільки Даша неочікувано вирішила покинути гурт. Це було великим розчаруванням як для прихильників, так і для самого гурту. DJ FatCat і Bulya не були готові до такого повороту подій. Довелося прикласти великі зусилля, щоб не опускати руки, а продовжувати творити далі. Попадання пісні «Story Of My Life» в черговий мікс від King Alex, а також попадання композиції Are You Ready? в черговий випуск радіошоу COREHEAD надихало музикантів на творчість і давало зрозуміти, що треба рухатись далі. І на початку червня SOUNDSTREAM представив на суд свій четвертий альбом під назвою «Dancefloor Generation». Цей альбом був виконаний в найкращих традиціях перших двох альбомів. Крім того, музика стала більш професійною та різнобарвною, кожна композиція в альбомі має свій особливий характер. Також спостерігаються експерименти з використанням елементів стилю Electro-House. Однак спочатку альбом не мав особливого успіху: кількість завантажень була занадто низькою, розповсюдженням альбому практично ніхто займатися не хотів. Але, через деякий час «Dancefloor Generation» успішно розійшовся на відомому російському торент-трекері RuTracker.org, де він по кількості завантажень обійшов навіть «Number One». Крім того, композиція «Clubland» мала успіх у Великій Британії (згідно статистики PROMODJ), а також опинилася на 36-й сходинці House-чарту Soundclick.com.
Записавши альбом «Dancefloor Generation», учасники гурту вирішили зробити невелику літню перерву. Робота над новим матеріалом розпочалася на початку осені, і через деякий час SOUNDSTREAM був готовий представити декілька нових пісень, серед яких варто відзначити запальну композицію «SOUNDSTREAM Plays 4 U!», з якою гурт попав в ефір відомої Інтернет-радіостанції Clubberry.FM. А в кінці жовтня до гурту приєднується нова вокалістка — Ганна Пазюра, і через деякий час вони записують не менш запальний хіт під назвою «One More Time».
2011 рік почався з запису композиції «You Came», — рімейка на однойменний хіт Kim Wilde. Композиція з'явилася на початку лютого. У кінці цього ж місяця SOUNDSTREAM успішно пробивається на «Радіо КПІ» — радіостанцію рідного університету засновників гурту. В травні SOUNDSTREAM при участі MC Yama записує нову пісню «I Believe», яка мала великий успіх і опинилася на 35-й сходинці House-чарту Soundclick.com.
Намагаючись закріпити свої позиції в Азії, SOUNDSTREAM реєструється на сінгапурському сайті music412.com, де тривалий час тримається на першій позиції в рейтингу виконавців. А в кінці серпня з'являється новий альбом під назвою «One More Time». Через деякий час альбом успішно розходиться по Інтернету, особливий успіх мала пісня «Away» (не дивлячись на те, що гурт не планував робити з неї щось особливе і майже нічого не робив для її розкрутки). Проте, в Dance-чарті Soundclick.com ця пісня не показала хорошого результату, посівши лише 114-ту позицію.
У середині листопада, після недовгої перерви, SOUNDSTREAM знову починає подавати ознаки життя, записавши нову пісню «Feel It». В цій пісні було продемонстровано нове звучання: при її записі гурт, слідуючи прикладу Scooter, вирішив відмовитись від більшості раніше використовуваних інструментів, при цьому не зраджуючи традиціям свого стилю. Однак, за межами України ця пісня так і не знайшла свою аудиторію. А на початку грудня SOUNDSTREAM записує інструментальну композицію «No Surrender», яка вже через декілька днів опиняється в ротації PROMORADIO!

### Переломний момент
У зв'язку з деякими тимчасовими труднощами, що виникли на початку 2012 року, Soundstream довгий час не записує нових композицій. Серед прихильників гурту навіть пішли чутки, що гурт розпався, але то були лише чутки, які не відповідали дійсності, оскільки в травні 2012-го SOUNDSTREAM повертається з новим хітом під назвою «Life Can Never Be The Same». У цій композиції вперше було використано елементи стилю Dubstep. Але без неприємних моментів все ж не обійшлося: влітку гурт покидає репер Bulya, який також є одним з його засновників. На його місце приходить Юрій Муктаров, він же DJ Spacedreamer, і це стало початком нового життя для SOUNDSTREAM. DJ Spacedreamer не був новачком в музиці і вже мав певний успіх у своєму сольному проекті. Він був добре знайомий з творчістю Soundstream ще до приходу в гурт, завдяки чому швидко увійшов в курс справи.
Першою піснею SOUNDSTREAM в новому складі стала «Music Takes Control», яка була записана в серпні. Ця пісня посіла 34-те місце в Dance-чарті Soundclick.com і це свідчило про великий успіх, адже жодна пісня гурту ще не підіймалася так високо в цьому чарті!
На початку 2013 року гурт SOUNDSTREAM продовжує активно працювати над новим матеріалом, також з'явилася інформація, що новий альбом буде називатися «Resurrection». У листопаді також з'являється нова пісня під назвою «We Are Alive», яка показала, що гурт тримає курс на нове звучання: в композиції містяться Dubstep-елементи, а також вперше використано ритм з розміром 6/8. На початку грудня ця пісня попадає на першу сходинку чарту Dancefloor Movement Top-20. А в середині 2014 року завдяки цій пісні SOUNDSTREAM попадає в PROMODJ Top-100. Однак у першій половині 2014-го гурт не проявляв майже ніякої активності. Однією з причин була нестабільна політична ситуація в Україні. І лише в кінці червня гурт видає нову композицію під назвою One Nation, яка є своєрідним закликом до єдності країни. Ця пісня опинилась на 3-й позиції в Dancefloor Movement Top-20.
У кінці жовтня новий альбом SOUNDSTREAM, що має назву Resurrection, був готовий. Цей альбом був першим, що був записаний в оновленому складі. Порівняно з попередніми альбомами, новий альбом виявився дуже різноплановим і містив композиції у різних стилях — від Eurodance та Dancecore/Hands Up до Dubstep та Electro. Варто також відмітити, що багато пісень з альбому зайняли високі позиції в чартах Soundclick.com. Крім того, через тиждень в ротацію PROMORADIO попадають 4 пісні з альбому, а саме — Music Takes Control, We Are Alive, Life Can Never Be The Same та No Surrender, яка потрапила туди раніше. А через місяць Life Can Never Be The Same потрапила в ефір британської радіостанції Core FM.
2015 рік для гурту почався з запису нової композиції під назвою Party Hard (Here Comes The Night). Гурт продовжував експериментувати з новим звучанням і це йшло тільки на користь, оскільки нова композиція мала немалий успіх серед прихильників гурту і через декілька днів попала в ротацію PROMORADIO. В середині січня гурт отримав номінацію Pick Of The Week за версією інтернет-видання MuzicNotez. Через деякий час SOUNDSTREAM записує Dubstep-композицію No Way 2 Hide, яка однак не мала успіху, оскільки прихильники гурту були не готові до такої музики. Тому через деякий час був зроблений ремікс в звичному для гурту стилі, який мав значно більший успіх і навіть потрапив на декілька компіляцій. Далі слідувало ще декілька нових композицій, серед яких варто відзначити Life Is The Fight та We Got The Sound.
У грудні 2015-го з'являється новий альбом під назвою Maxximum Drive.

## Склад

### Теперішні учасники
- Анна Пазюра — вокаліст (з 2010)
- Сергій Подольський — репер/MC (з 2020)
- Денис Тіміш (DJ FatCat) — клавішник/аранжувальник (з 2008)

### Колишні учасники
- Олександр Буланов (Bulya) — репер/MC (2008—2012)
- Дар'я Безкоровайна — вокаліст (2009—2010)
- Юрій Муктаров (DJ Spacedreamer) — репер/MC (2012-2020)

## Дискографія
- Number One (2008—2009)
- Partytime (2009)
- Midnight Hour (2009)
- Dancefloor Generation (2010)
- One More Time (2011)
- Resurrection (2014)[2]
- Maxximum Drive (2015)

## Музичний стиль
Музичний стиль більшості пісень гурту Soundstream можна охарактеризувати, як суміш денскору та євроденсу, але також зустрічаються композиції в інших стилях електронної музики. Так, наприклад, альбом «Midnight Hour» майже повністю виконаний у стилях транс та хард-транс. Починаючи з 2010 року Іщгтвіекуфь час від часу пише композиції у стилі електро-хаус («Temptation», «Clubland», «I Believe» та ін.), також спостерігаються експерименти з поєднанням денскору та електро-хаусу (в таких композиціях, як «Running», «Hold On Me», «Summertime», «Feel It» та ін.). У деяких нових роботах гурту присутні елементи стилю дабстеп («Life Can Never Be The Same», «We Are Alive»).
Основними атрибутами музики гурту є реп-куплети (які є успадкуванням від євроденсу), енергійні синтерзаторні рифи та фортепіанні мелодії. За словами учасників гурту, найбільший вплив на їх музику справили такі гурти, як Cascada, DJ Manian, Scooter, Basslovers United, Culture Beat, Masterboy тощо.